# Olympische Winterspiele 1976/Teilnehmer (Italien)
| Gelbes Symbol für Goldmedaillen mit stilisierten Olympischen Ringen | Graues Symbol für Silbermedaillen mit stilisierten Olympischen Ringen | Braundes Symbol für Bronzemedaillen mit stilisierten Olympischen Ringen |
| ------------------------------------------------------------------- | --------------------------------------------------------------------- | ----------------------------------------------------------------------- |
| 1                                                                   | 2                                                                     | 1                                                                       |

Italien nahm an den Olympischen Winterspielen 1976 im österreichischen Innsbruck mit einer Delegation von 58 Athleten, 47 Männer und 11 Frauen, in neun Sportarten teil.
Seit 1924 war es die zwölfte Teilnahme Italiens bei Olympischen Winterspielen.

## Flaggenträger
Der alpine Skirennläufer Gustav Thöni trug die Flagge Italiens während der Eröffnungsfeier im Bergiselstadion.

## Medaillen
Mit einer gewonnenen Gold-, zwei Silber- und einer Bronzemedaille belegte das italienische Team Platz 10 im Medaillenspiegel.

### Gold
- Ski Alpin
  - Piero Gros: Männer, Slalom

### Silber
- Ski Alpin
  - Claudia Giordani: Frauen, Slalom
  - Gustav Thöni: Männer, Slalom

### Bronze
- Ski Alpin
  - Herbert Plank: Herren, Abfahrt

## Teilnehmer nach Sportarten

### Ski Alpin
Frauen
- Wanda Bieler
Abfahrt: 20. Platz – 1:50,58 min
Riesenslalom: DNF
Slalom: 8. Platz – 1:35,66 min
- Wilma Gatta
Riesenslalom: 13. Platz – 1:31,44 min
Slalom:  – 1:30,87 min
- Claudia Giordani
Riesenslalom: 7. Platz – 1:30,51 min
Slalom: DNF
- Paola Hofer
Abfahrt: 15. Platz – 1:49,60 min
Riesenslalom: 23. Platz – 1:32,67 min
Slalom: DNF
- Jolanda Plank
Abfahrt: 25. Platz – 1:52,50 min

Männer
- Franco Bieler
Riesenslalom: 8. Platz – 3:30,24 min
Slalom: DNF
- Piero Gros
Riesenslalom: DNF
Slalom:  – 2:03,29 min
- Herbert Plank
Abfahrt:  – 1:46,59 min
- Fausto Radici
Riesenslalom: 7. Platz – 3:30,09 min
Slalom: DNF
- Erwin Stricker
Abfahrt: DNF
- Gustav Thöni
Abfahrt: 26. Platz – 1:49,25 min
Riesenslalom: 4. Platz – 3:27,67 min
Slalom:  – 2:03,73 min
- Roland Thöni
Abfahrt: 14. Platz – 1:48,13 min

### Biathlon
Männer
- Willy Bertin
Einzel (20 km): 4. Platz – 1:16:50,36 h; 3 Fehler
Staffel (4 × 7,5 km): 6. Platz – 2:06:16,55 h; 3 Fehler
- Pierantonio Clementi
Einzel (20 km): 23. Platz – 1:23:08,86 h; 7 Fehler
Staffel (4 × 7,5 km): 6. Platz – 2:06:16,55 h; 3 Fehler
- Lino Jordan
Einzel (20 km): 7. Platz – 1:17:49,83 h; 2 Fehler
Staffel (4 × 7,5 km): 6. Platz – 2:06:16,55 h; 3 Fehler
- Luigi Weiss
Staffel (4 × 7,5 km): 6. Platz – 2:06:16,55 h; 3 Fehler

### Bob
Männer, Zweierbob
- Giorgio Alverà/Franco Perruquet (ITA I)
8. Platz – 3:47,30 min
- Nevio De Zordo/Ezio Fiori (ITA II)
16. Platz – 3:51,12 min

Männer, Viererbob
- Giorgio Alverà/Adriano Bee/Francesco Butteri/Piero Vegnuti (ITA I)
12. Platz – 3:45,87 min
- Lino Benoni/Nevio De Zordo/Ezio Fiori/Roberto Porzia (ITA II)
11. Platz – 3:45,80 min

### Eiskunstlauf
Frauen
- Susanna Driano
7. Platz

Paare, Eistanz
- Matilde Ciccia/Lamberto Ceserani
6. Platz
- Isabella Rizzi/Luigi Freroni
14. Platz
- Stefania Bertele/Walter Cecconi
16. Platz

### Eisschnelllauf
Männer
- Ivano Bamberghi
5000 m: 28. Platz – 8:21,04 min
- Maurizio Marchetto
5000 m: 21. Platz – 8:04,07 min
10.000 m: 17. Platz – 16:22,55 min
- Floriano Martello
1000 m: 26. Platz – 1:26,54 min
1500 m: 25. Platz – 2:09,68 min
- Giovanni Panciera
1500 m: DNF
- Bruno Toniolli
500 m: 23. Platz – 41,44 s
1000 m: 14. Platz – 1:22,83 min
1500 m: 19. Platz – 2:05,66 min
- Loris Vellar
5000 m: 31. Platz – 8:31,85 min

### Rodeln
Frauen
- Sarah Felder
11. Platz – 2:53,623 min
- Maria Luise Rainer
16. Platz – 2:59,531 min

Männer, Einsitzer
- Karl Brunner
11. Platz – 3:33,188 min
- Peter Gschnitzer
37. Platz – 4:08,760 min
- Paul Hildgartner
DNF

Männer, Doppelsitzer
- Karl Feichter/Ernst Haspinger
7. Platz – 1:27,171 min
- Paul Hildgartner/Walter Plaikner
11. Platz – 1:27,839 min

### Ski Nordisch

#### Langlauf
Männer
- Tonino Biondini
50 km: DNF
4 × 10 km Staffel: 7. Platz – 2:12:07,12 h
- Giulio Capitanio
15 km: 21. Platz – 46:51,14 min
30 km: 28. Platz – 1:35:58,29 h
4 × 10 km Staffel: 7. Platz – 2:12:07,12 h
- Renzo Chiocchetti
15 km: 29. Platz – 46:11,22 min
30 km: 38. Platz – 1:37:15,82 h
4 × 10 km Staffel: 7. Platz – 2:12:07,12 h
- Carlo Favre
50 km: DNF
- Ulrico Kostner
30 km: 41. Platz – 1:37:49,85 h
50 km: DNF
4 × 10 km Staffel: 7. Platz – 2:12:07,12 h
- Fabrizio Pedranzini
15 km: 53. Platz – 48:58,30 min
- Roberto Primus
15 km: 36. Platz – 47:29,02 min
30 km: 34. Platz – 1:36:40,33 h
50 km: DNF

#### Skispringen
- Francesco Giacomelli
Normalschanze: 49. Platz – 191,9 Punkte
Großschanze: 44. Platz – 157,6 Punkte
- Marcello Bazzana
Normalschanze: 38. Platz – 205,8 Punkte
Großschanze: 51. Platz – 138,0 Punkte
- Leo De Crignis
Normalschanze: 50. Platz – 190,8 Punkte
Großschanze: 49. Platz – 143,3 Punkte
- Lido Tomasi
Normalschanze: 45. Platz – 203,3 Punkte
Großschanze: 47. Platz – 152,1 Punkte

#### Nordische Kombination
- Modesto De Silvestro
Einzel (Normalschanze/15 km): 32. Platz
- Francesco Giacomelli
Einzel (Normalschanze/15 km): 31. Platz